# Sławomir Konkiewicz
Sławomir Konkiewicz (ur. 15 lutego 1973) – polski piłkarz występujący na pozycji obrońcy.

## Życiorys
Junior poznańskich: SKS 13 i Lecha, seniorską karierę rozpoczynał w Warcie Śrem. W styczniu 1995 roku przeszedł do Warty Poznań. W I lidze zadebiutował 4 marca w przegranym 0:2 spotkaniu z Widzewem Łódź. Po sezonie spadł z Wartą z I ligi, a w sezonie 1995/1996 – z II. W połowie 1996 roku został piłkarzem GKS Bełchatów, z którym przez dwa sezony (1996/1997 oraz 1998/1999) grał w I lidze. Łącznie w I lidze rozegrał 54 mecze, zdobywając jedną bramkę. Piłkarzem GKS był do 2004 roku, po czym wrócił do Warty Poznań. Następnie był zawodnikiem Victorii Września, TS Skórzewo i Concordii Murowana Goślina.

## Statystyki ligowe
| Sezon         | Klub              | Liga     | Mecze | Gole |
| ------------- | ----------------- | -------- | ----- | ---- |
| 1994/1995 (w) | Warta Poznań      | I liga   | 11    | 0    |
| 1995/1996     | Warta Poznań      | II liga  | 26    | 0    |
| 1996/1997     | GKS Bełchatów     | I liga   | 30    | 1    |
| 1997/1998     | GKS Bełchatów     | II liga  | 32    | 1    |
| 1998/1999     | GKS Bełchatów     | I liga   | 13    | 0    |
| 1999/2000     | GKS Bełchatów     | II liga  | 26    | 0    |
| 2000/2001     | GKS Bełchatów     | II liga  | 31    | 0    |
| 2001/2002     | GKS Bełchatów     | II liga  | 25    | 2    |
| 2002/2003     | GKS Bełchatów     | II liga  | 17    | 0    |
| 2003/2004     | GKS Bełchatów     | II liga  | 4     | 0    |
| 2004/2005     | Warta Poznań      | III liga | ?     | 0    |
| 2005/2006 (j) | Warta Poznań      | III liga | ?     | 0    |
| 2005/2006 (w) | Obra Kościan      | III liga | ?     | 0    |
| 2006/2007     | Victoria Września | IV liga  | ?     | 5    |
| 2007/2008     | Victoria Września | IV liga  | ?     | 2    |